# 岩田行雄
岩田 行雄（いわた ゆきお、1957年5月24日 - ）は、日本のオートレース選手。神奈川県出身。15期、元船橋オートレース場所属、2016年4月より伊勢崎オートレース場所属。

## 選手データ
- プロフィール
  - 選手登録 1977年5月25日
  - 身長　170.9cm
  - 体重　53.6kg
  - 血液型　O型
  - 趣味　車

- 戦歴
  - 通算優勝回数:107回
  - グレードレース（SG,GI,GII）優勝回数:29回
  - 全国区レース優勝回数、SG優勝回数:3回
  - GI優勝回数:18回
  - GII優勝回数:8回
  - 年間最多優勝選手:1回
  - 年間最多勝利選手:2回
  - 通算勝利数:1566勝（史上第3位）

- 受賞歴
  - 最優秀選手賞:2回
  - 優秀選手賞:2回
  - 特別賞:2回
  - 平尾昌晃賞:1回
  - 日刊三賞・技能賞:3回
  - 日本プロスポーツ大賞・功労賞:1回

## 略歴
- 1987年
  - 4月6日、第11回春のスピード王決定戦（伊勢崎オートレース場）優勝。競走車呼名は「ダイレクト」。競走タイムは3.417。
  - この年のオートレース表彰選手において、最優秀選手賞・最多勝利選手賞受賞。
- 1988年
  - 5月18日、第10回さざんか杯（現・GIIさざんかカップ争奪戦。船橋オートレース場）優勝。競走車呼名は「ダイレクト」。競走タイムは3.427。
  - 同年のオートレース表彰選手において、最高勝率選手賞受賞。
  - この年、自身初となる船橋A1（前・後期）にランク付けされる。
- 1989年
  - 3月21日、第2回全日本選抜オートレース（山陽オートレース場）でSG初優勝。競走車呼名は「ダイレクト」。競走タイムは3.412。
  - 9月28日、第11回さざんか杯優勝。競走車呼名は「ダイレクト」。競走タイムは3.409。
  - この年の後期船橋A1になる。
- 1990年
  - 3月22日、開設38周年記念グランプリレース（川口オートレース場）優勝。競走車呼名は「ミステリアス」。競走タイムは3.402。
  - 5月21日、第12回さざんか杯優勝。競走車呼名は「ミステリアス」。競走タイムは3.368。
- 1991年
  - 8月28日、第34回ダイヤモンドレース（飯塚オートレース場）優勝。競走車呼名は「ミステリアス」。競走タイムは3.431。
  - 11月4日、第23回日本選手権オートレース（伊勢崎オートレース場）優勝。競走車呼名は「ミステリアス」。競走タイムは3.396。
  - 同年のオートレース表彰選手において、優秀選手賞を受賞。更に、日刊スポーツ三賞の技能賞と、日本プロスポーツ大賞の功労賞を贈られる。
- 1992年
  - 2月12日、開設35周年記念レース（飯塚オートレース場）優勝。競走車呼名は「ミステリアス」。競走タイムは3.376。
  - 3月11日、第26回春のスピード王決定戦（浜松オートレース場）優勝。競走車呼名は「ミステリアス」。競走タイムは3.391。
  - 7月23日、第15回黒潮杯争奪戦（船橋オートレース場）優勝。競走車呼名は「ミステリアス」。競走タイムは3.414。
  - 12月3日、第18回グランドチャンピオン決定戦（川口オートレース場）優勝。競走車呼名は「ミステリアス」。競走タイムは3.359。
  - 11月30日～12月3日の川口オートレース場の開催、そして12月6日～12月14日の船橋オートレース場の開催にて飯塚将光（9期、船橋オートレース場所属）、篠崎実（9期、川口オートレース場所属）、和久田正勝（10期、引退）、田代祐一（15期、伊勢崎オートレース場所属）に次ぎ5人目となる10連勝記録を樹立。
  - 同年のオートレース表彰選手において、最優秀選手賞・最多勝利選手賞・最高勝率選手賞を受賞。更に、日刊スポーツ三賞の技能賞を贈られる。
- 1993年
  - 2月23日、開設36周年記念レース（飯塚オートレース場）優勝。競走車呼名は「ミステリアス」。競走タイムは3.355。
  - 4月29日、第12回オールスターオートレース（伊勢崎オートレース場）優勝。競走タイムは3.629。
  - 5月18日、第16回春のスピード王決定戦（伊勢崎オートレース場）優勝。競走タイムは3.363。
  - 7月30日、第16回黒潮杯争奪戦（船橋オートレース場）優勝。競走タイムは3.337。
  - 同年のオートレース表彰選手において特別賞を、日刊スポーツ三賞において技能賞を受賞。
- 1995年
  - 6月28日、GI第3回平成チャンピオンカップ（山陽オートレース場）優勝。競走車呼名は「ミステリアス」。競走タイムは3.436。
  - 8月30日、GI第38回ダイヤモンドレース（飯塚オートレース場）優勝。競走タイムは3.439。
  - 同年のオートレース表彰選手において、優秀選手賞を受賞。
- 1996年
  - 8月27日、GI第39回ダイヤモンドレース（飯塚オートレース場）優勝。競走タイムは3.433。
  - 同年のオートレース表彰選手において、最優秀選手賞・特別賞を受賞。
- 1997年
  - 6月3日、GI第19回春のスピード王決定戦（伊勢崎オートレース場）優勝。競走車呼名は「ミステリアス」。競走タイムは3.354。
  - 7月24日、GI第20回黒潮杯争奪戦（船橋オートレース場）優勝。競走タイムは3.373。
  - 10月14日、GI開設47周年記念船橋オート祭（船橋オートレース場）優勝。競走車呼名は「ギア」。競走タイムは3.328。
  - 10月21日、長野オリンピック協賛レース（GI格、川口オートレース場）優勝。競走タイムは3.373。
- 1998年
  - 3月11日、GII第32回春のスピード王決定戦（浜松オートレース場）優勝。競走車呼名は「ギア」。競走タイムは3.342。
- 2000年
  - 6月10日、秋田敬吾（5期、山陽オートレース場所属）、飯塚将光、広瀬登喜夫（期前、引退）、阿部光雄（6期、川口オートレース場所属）、吉田光（3期、引退）、桝崎正（7期、引退）、小林啓二（8期、山陽オートレース場所属）、二田水潤太郎（3期、引退）、島田信廣（11期、引退）、鈴木章夫（2期、浜松所属）、山元正次（6期、引退）、田代祐一、篠崎実、鈴木辰巳（13期、浜松オートレース場所属）に次ぎ15人目となる通算1000勝を達成。
  - 11月23日、GI開場24周年記念シルクカップ争奪戦（伊勢崎オートレース場）優勝。競走タイムは3.323。
- 2001年
  - 1月31日、スーパースターフェスタのトップスターカップ（GI格、川口オートレース場）優勝。
- 2004年
  - 9月8日、GI第11回ムーンライトチャンピオンカップ争奪戦（伊勢崎オートレース場）優勝。
  - 12月26日、トップスターカップ（GI格、川口オートレース場）優勝。この優勝で、飯塚将光、小林啓二、島田信廣、篠崎実、鈴木辰巳、田代祐一、高橋貢（22期、伊勢崎オートレース所属）に次いで7人目となる通算100Vを達成。
  - 同年のオートレース表彰選手において特別賞受賞。
- 2005年
  - 10月4日、GII第1回オート名匠戦（川口オートレース場）で完全優勝。競走タイムは3.389。

## 人物
岩田行雄は、船橋オートレース場を主戦場に、1980年後期より一線級で活躍している選手である。
配属となった船橋オートレース場は、「ミスター・オート」飯塚将光（9期）の独擅場が長らく続いていたが、その下で研鑽を積む日々を送る。そして、主力の1級車2気筒がトライアンフからフジへ変わっていった頃、フジに乗り換えた岩田行雄はその名を一気に全国区に知らしめた。
1989年から一気に開花、全日本選抜、日本選手権、オールスターと1993年までにSG3冠（当時は、特別競走の呼称）、また、全国GI格レースを数々と奪取し、船橋の強豪が全国どこででもタイトル奪取する実力であることを示して見せた。GI格獲得数は20回を越える歴代でも数少ない戦歴の持ち主でもあり、伊勢崎、飯塚では遠征先ながら特に強かった。
常に全力で立ち向かうレースぶりは多くの観衆を酔わせた。スタートで一気にカマし、全力で先行車の内に切れ込むレース運びは、勝利への執念が観衆に伝わり、この選手ほど、「常に全力」「手抜きなし」と認められている選手はいない。また、そのカマシスタートは、岩田行雄を語る上で避けることのできない最大の特徴ともいえる。
新エンジンセアに変わってから暫くは、かつての勢いを無くし、セアになかなか合わせられなかった。エンジン整備への執念も人一倍であり、孤軍奮闘寝る間も惜しんで整備にあたり続けることは珍しくない。
片平巧（19期）が頭角を現した1990年後半、島田信廣（11期）、阿久津正夫（13期）と共に、「船橋四天王」と呼ばれた。

### 一匹狼
「職業：一匹狼」
上記は岩田に与えられた船橋オートレース場の宣伝コピーである。しかし、これは単なる異名と言ってしまえるものではなく、ストイックな岩田自身をそのまま表現したものとも言える。
岩田は全オートレース選手の中でも稀な、「師匠」も「弟子」もいない選手である（そもそも、オートレース界における師弟関係は、選手養成所が誕生する以前の徒弟制度に由来しており、養成所が発足してからもこの徒弟制度は指導員制度になり変わり、師弟関係というものは脈々と続いている）。岩田は、そういった「縦」の関係を好ましく思っておらず、指導員の元を離れてからは師弟関係を持ったことが無い。
そのためか岩田のライディングスタイルは他の選手とは一線を画しており、独特のクラウチングスタートは他に例をみないものであった。また、セアエンジンでの整備の苦労は人一倍であった。常に一人で整備にあたる岩田はグループで整備する他の選手に比べてやはり極端に情報量も少なく、特にそのセアでの整備の困難さは「整備にあたると、ノイローゼになる」を露呈するほど、長きに渡り追い込まれた。

### 煙草のけむり
同期である田代祐一（15期、伊勢崎オートレース場所属）が、1988年全日本選抜において初代王者に輝き、初の特別競争（後のSG）優勝の冠を獲得した。先を越された岩田にとって、特別競争奪取こそ田代に再度肩を並べる唯一の方法であり、1989年3月21日に山陽オートレース場における第2回全日本選抜オートレースでその悲願を達成した。
優勝戦後のインタビューで、レース後の一服を入れた岩田が潤む眼を隠すように「煙草のけむりが眼に染みる」と嘯（うそぶ）いている。

## グレードレース戦歴
- SG戦歴
  - SG優勝回数:3回
  - 第2回全日本選抜オートレース（山陽）
  - 第23回日本選手権オートレース（伊勢崎）
  - 第12回オールスターオートレース（伊勢崎）

- GI戦歴
  - GI優勝回数:18回

- GII戦歴
  - GII優勝回数:8回